# Acacia pellita
Acacia pellita är en ärtväxtart som beskrevs av Otto Karl Anton Schwarz. Acacia pellita ingår i släktet akacior, och familjen ärtväxter. Inga underarter finns listade i Catalogue of Life.